# كيرلس مقار
كيرلس مقار (من مواليد 9 فبراير 1867 - توفي في 18 مايو 1921) كان أسقفا للكنيسة القبطية الكاثوليكية، وهي كنيسة كاثوليكية شرقية تنتمي للكنيسة الكاثوليكية العامة. شغل منصب بطريرك الاقباط الكاثوليك في الإسكندرية من عام 1899 إلى عام 1908 عندما استقال.
ولد كيرلس مقار في قرية الشناينة مركز صدفا محافظة أسيوط عام 1867 ورُسم كاهنًا عام 1891. عين مدبراً رسولياً للكنيسة القبطية الكاثوليكية في 15 مارس 1895 وعُيِّن رئيس أساقفة قيصرية فيليبي ورسم في المنصب في 17 أبريل 1895. ترأس وفدًا من الأقباط الكاثوليك في سبتمبر 1895 إلى الفاتيكان للقاء البابا لاون الثالث عشر بعد رسالته البابوية المؤرخة في 11 يونيو 1895 لأتباع الكنيسة الكاثوليكية المصرية. وطالب الوفد بإعادة تأسيس كرسي بطريركية الأقباط الكاثوليك. فأصدر قرار بابوي في 26 نوفمبر 1895 بإعادة إنشاء الكرسي البطريركي السكندري، وتخصيص أبرشيتين، هما أبرشية هرموبوليس (المنيا) برئاسة المطران مكسيموس صدفاوي وأبرشية طيبة (الأقصر) برئاسة المطران إغناطيوس برزي، و ثبت كيرلس مقار مدبرا رسوليًا.
في عام 1898، عقد كيرلس مقار أول مجلس للأقباط الكاثوليك في الإسكندرية كنائب وشغل منصب مدبر حتى 19 يونيو 1899 عندما عين بطريركًا للإسكندرية كأول بطريرك للاقباط الكاثوليك ورسم بطريركًا رسميًا في يوليو 1899 وكان له دور فعال في تنظيم الأبرشيات والكنائس. لكن نجاحاته أثارت الكثير من المعارضة، فقام بالاستقالة من مقعده ورجع إلى بيروت، لبنان.
بعد استقالته، ظل المقعد البطريركي شاغرًا من عام 1908 حتى عام 1947. خلال هذه الفترة، شغل منصب مدبر رسولي مكسيموس صدفاوي من (1908-1925) وظل كيرلس مقار بطريرك فخري حتى وفاته في 18 مايو 1921.
بعد وفاة مكسيموس صدفاوي، أصبح مرقس خزام مدبر رسولي للكنيسة القبطية الكاثوليكية (1927-1947) حتى رسامته بطريرك الإسكندرية بأسم مرقس الثاني خزام في عام 1947.
عاد كيرلس مقار إلى أحضان الأرثوذكسية ولكنه خشي أن البابا كيرلس الخامس لا يقبله فقدم طلب انضمام إلى كنيسة الروم الأرثوذكس ولكن الحكومة اليونانية رفضت طلبه خشية من غضب بابا روما، كما ذكرنا أيضًا هنا في موقع الأنبا تكلا هيمانوت في مواضِع أخرى. فسافر إلى بيروت حيث اشتغل بالدرس والبحث وألف كتابين يحتويان على أدلة صريحة توضح مدى اقتناعه بالأرثوذكسية... لقد أعقب عودة كيرلس مقار إلى الأرثوذكسية عودة 80 عائلة كاثوليكية إلى أحضان الكنيسة الأم، وتوسط زعماء هذه العائلات لدى البابا كيرلس الخامس من أجل قبول كيرلس مقار فوافقهم البابا غير أن المذكور قد رقد في الرب سنة 1921م، وفي مقدمة الطبعة الثالثة لكتاب الوضع الإلهي في تأسيس الكنيسة باللغة الفرنسية قالت البارونة ناتالي إيكسيل التي اهتمت بطبع الكتاب " أن غبطة السيد كيرلس مقار بطريرك الأقباط التابعين من الإسكندرية توفى وهو منفى في بيروت في شهر مايو سنة 1921 م.، وموته كان فجأة وعلى إنفراد وسرًا غامضًا... لم يجرَ بحث عن سبب موته ولكن رئاسة الجزويت العليا في بيروت بادرت إلى تصبيره ووضعه داخل تابوت مزدوج. وأنا من يديه مباشرة استلمت مخطوطة قلمه التي رجاني أن أنشرها وإليكم طبعتها الثالثة... هكذا كان الرجل الذي توارى فجأة قبل أن يحصل من عمره نصف قرن " 
ونذكر هنا جزء من تعليق الأنبا اسطفانوس الثاني غطاس البطريرك الكاثوليكي الحالي على عودة كيرلس مقار حيث يقول:
"ولكن الشيطان عدو الخير زرع الزوان في حقل الكنيسة (الكاثوليكية) النامية فقد شنَّ على البطريرك كيرلس مقار منذ سنة 1904م كثيرًا من الحملات النفاقية والتُهم الباطلة (ولم يذكر ما هي هذه التهم؟ ومن الذي لفقها له؟ ولماذا؟ ومتى؟) وأُستدعى إلى رومة في مايو سنة 1908م وقدم استقالته من مهامه البطريركية إلى قداسة البابا بيوس العاشر... وحدثت اضطرابات وألوان كثيرة من الشغب في القاهرة بسبب تقديم استقالة البطريرك الأنبا كيرلس مقار... وعندما وصل إلى الإسكندرية سنة 1912م توجه إلى بطريركية الروم الأرثوذكس ورفض أن يتوجه إلى بطريركية الأقباط الكاثوليك. وأعلن انفصاله عن الكنيسة الرومانية... وبعد هذا العمل الشائن (عجبًا هل الانتقال من الأرثوذكسية للكاثوليكية عمل بطولي والعودة إلى الأرثوذكسية عمل شائن؟!!) أفاق من غفلته وعاد إلى صوابه وبكى بُكاءً مرًا (هل أبصرته وهو يبكى ؟‍‍! ومَن من المؤرخين الحياديَّين ذكر هذا؟).. وعزم العزم على السفر إلى رومه وسافر إليها وقدم وثيقة ندامته وخضوعه واحترامه للكرسي الرسولي (وأين نص هذه الوثيقة؟) في 9 مارس سنة 1912م وقبِل الحبر الأعظم البابا بيوس العاشر خضوعه (ومادام قبِل خضوعه لماذا لم يعده إلى رتبته وكرسيه؟) "
كتاب الوضع الإلهي في تأسيس الكنيسة

## روابط خارجية
- التسلسل الهرمي الكاثوليكي